# Mister Supranacional
Mister Supranacional es un concurso de belleza masculino, que se celebra anualmente en Polonia. Candidatos de aproximadamente 40 países (independientes o autónomos) del mundo, se reúnen cada año en Polonia para competir por el título. Cada concursante representa a su país de origen, y el ganador del concurso lleva el título por un período de un año, añadiendo a él, el año en que lo ganó.
El ganador de Mister Supranacional 2025 y actual titular del concurso es   Swann Lavigne de Francia, quien ganó el título el 28 de junio de 2025 en la ciudad de Malopolska, Polonia.

## Historia
En 2016, el empresario, productor, y director polaco del Miss Supranacional, Gerhard Von Lipinski, fundó el concurso de belleza masculino Mister Supranacional, junto a la empresaria panameña, Marcela Lobón, creadora de WBA (World Beauty Association).
La primera edición del concurso, se llevó a cabo el 2 de diciembre de 2016 en el Centro Municipal de Recreación y Deportes (MOSIR) de la ciudad de Krynica-Zdrój, Polonia, la cual contó con la participación de 36 candidatos de varios países del mundo, siendo Diego Garcy de México, el primer ganador del concurso.
83 países, han participado en el concurso, convirtiéndolo en uno de los concursos de belleza masculinos más importantes del mundo.

## Ganadores
| Año  | Mister Supranacional  | País           | Fecha                  | Ciudad anfitriona      | Candidatos |
| ---- | --------------------- | -------------- | ---------------------- | ---------------------- | ---------- |
| 2025 | Swann Lavigne         | Francia        | 28 de junio de 2025    | Nowy Sącz, Polonia     | 38         |
| 2024 | Fezile Mkhize         | Sudáfrica      | 4 de julio de 2024     | Nowy Sącz, Polonia     | 36         |
| 2023 | Iván Álvarez Guedes   | España         | 15 de julio de 2023    | Nowy Sącz, Polonia     | 34         |
| 2022 | Luis Daniel Gálvez    | Cuba           | 16 de julio de 2022    | Nowy Sącz, Polonia     | 34         |
| 2021 | Varo Vargas           | Perú           | 22 de agosto de 2021   | Nowy Sącz, Polonia     | 34         |
| 2019 | Nate Crnkovich        | Estados Unidos | 9 de diciembre de 2019 | Katowice, Polonia      | 40         |
| 2018 | Prathamesh Maulingkar | India          | 2 de diciembre de 2018 | Krynica-Zdrój, Polonia | 39         |
| 2017 | Gabriel Correa        | Venezuela      | 2 de diciembre de 2017 | Krynica-Zdrój, Polonia | 34         |
| 2016 | Diego Garcy           | México         | 3 de diciembre de 2016 | Krynica-Zdrój, Polonia | 36         |

## Países ganadores
| País           | Títulos | Año(s) |
| -------------- | ------- | ------ |
| Francia        | 1       | 2025   |
| Sudáfrica      | 1       | 2024   |
| España         | 1       | 2023   |
| Cuba           | 1       | 2022   |
| Perú           | 1       | 2021   |
| Estados Unidos | 1       | 2019   |
| India          | 1       | 2018   |
| Venezuela      | 1       | 2017   |
| México         | 1       | 2016   |